# Eric Gaulin
Eric Gaulin (* 12. November 1975) ist ein früherer österreichischer Skeletonsportler.
Eric Gaulin begann 1997 mit dem Skeletonsport und gehörte seit 2003 dem österreichischen A-Nationalkader an. Der Büroleiter wurde von Jochen Reiter (Bahn), Maier Manfred (Sprint) und Franz Aue (Ausdauer) trainiert. Sein internationales Debüt gab er in der Saison 2000/01, als er im allerersten Rennen des neu geschaffenen Skeleton-Europacups zum Einsatz kam und in Igls dabei Vierter wurde. Er nahm auch an den beiden übrigen Rennen ohne nennenswerte Platzierungen zu erreichen teil und wurde am Ende Fünfter der Gesamtwertung. Bis zur Saison 2003/04 kam Gaulin international im Europacup zum Einsatz und erreichte fast immer einstellige Platzierungen ohne aber Podiumsplatzierungen zu erreichen. Daneben startete er an Rennen wie der Tiroler Meisterschaft oder dem Engadin Grand Prix. Sein Weltcup-Debüt feierte der Österreicher 2003 bei einem Rennen in Calgary, bei dem er 25. wurde. Einzig bei seinem nächsten Rennen in Lake Placid konnte er mit Rang 23 einen noch besseren Platz belegen. Gaulins erstes Großereignis wurden die Skeleton-Europameisterschaften 2004 in Altenberg, bei denen er 17. wurde. 2005 erreichte er an selber Stelle dasselbe Resultat. 2006 konnte er sich in St. Moritz um einen Rang verbessern. Bei den Österreichischen Meisterschaften 2006 in Igls gewann Gaulin hinter Markus Penz und Martin Rettl die Bronzemedaille. Schon im Jahr zuvor verpasste er eine erste Medaille als Viertplatzierter. Bei den Tiroler Meisterschaften wurde er Zweiter hinter Matthias Guggenberger. Sein letztes von 12 Weltcuprennen bestritt Gaulin im Januar 2007 in Igls und wurde 31.